# Предводящие
«Предводящие» — трагедия древнегреческого драматурга Эсхила (первая половина V века до н. э.). Её текст полностью утрачен, она упоминается только в античных каталогах, а поэтому исследователям остаётся строить предположения о том, каким мог быть сюжет и в состав какого драматического цикла входила эта трагедия. Остаётся неясным даже смысл названия. Речь явно идёт об участниках какого-то шествия, но каким было это шествие — открытый вопрос.